# 石井子龍
石井 子龍（いしい しりゅう、安永7年（1778年） - 天保14年10月23日（1843年12月14日））は、日本の南画家。庄内藩弓術家。別名は幸右工門、熊八、張昌、為龍、龍眠。

## 略歴
- 1778年（安永7年） - 庄内藩士・吉井丑次郎の次男として出羽国鶴岡（現・山形県鶴岡市）に生れる。
- 1798年（寛政10年） - 近習の石井孫七郎の養嗣子に入る。
- 1803年（享和3年） - 氏家龍渓に師事
- 龍渓に絵を描くのを辞めた方が良いと言われる。
- 龍渓の元を去り重田道樹に師事
- 1806年（文化3年） - この頃、金峯山麓の新山に『幽澗亭』という庵を設けて移り住み山水画を描く。
- 1814年（文化11年） - 養父死去に伴い家督を相続70石
- 1832年（天保3年） - この頃から『子龍』を号とする。
- 1843年（天保14年） - 死去する。享年66。鶴岡の本鏡寺に墓がある。戒名：子龍院法雨日潤居士

没後
- 縁者等により『幽澗亭』跡地に『子龍庵』が建設された。

## 交流があった人物
- 池田玄斎
- 高久靄厓
- 石川侃斎
- 菅野縉斎